# Houtigehage
Houtigehage (Fries: De Houtigehage) is een heidedorp in de gemeente Smallingerland, in de Nederlandse provincie Friesland. Houtigehage ligt tussen Drachten en Surhuisterveen. In 2023 telde het dorp 925 inwoners. De buurtschap Luchtenveld ligt deels in het postcodegebied van Houtigehage.

## Geschiedenis
Houtigehage is ontstaan nadat in de laatste decennia van de 17e eeuw en in het eerste deel van de 18e het veen werd afgraven. Zo ontstond er een heidegebied dat door veelal arme bewoners in cultuur werd gebracht. De plaatsnaam zou zijn afgeleid van deze smalle stroken land (hage) die met houtige struiken waren begroeid.

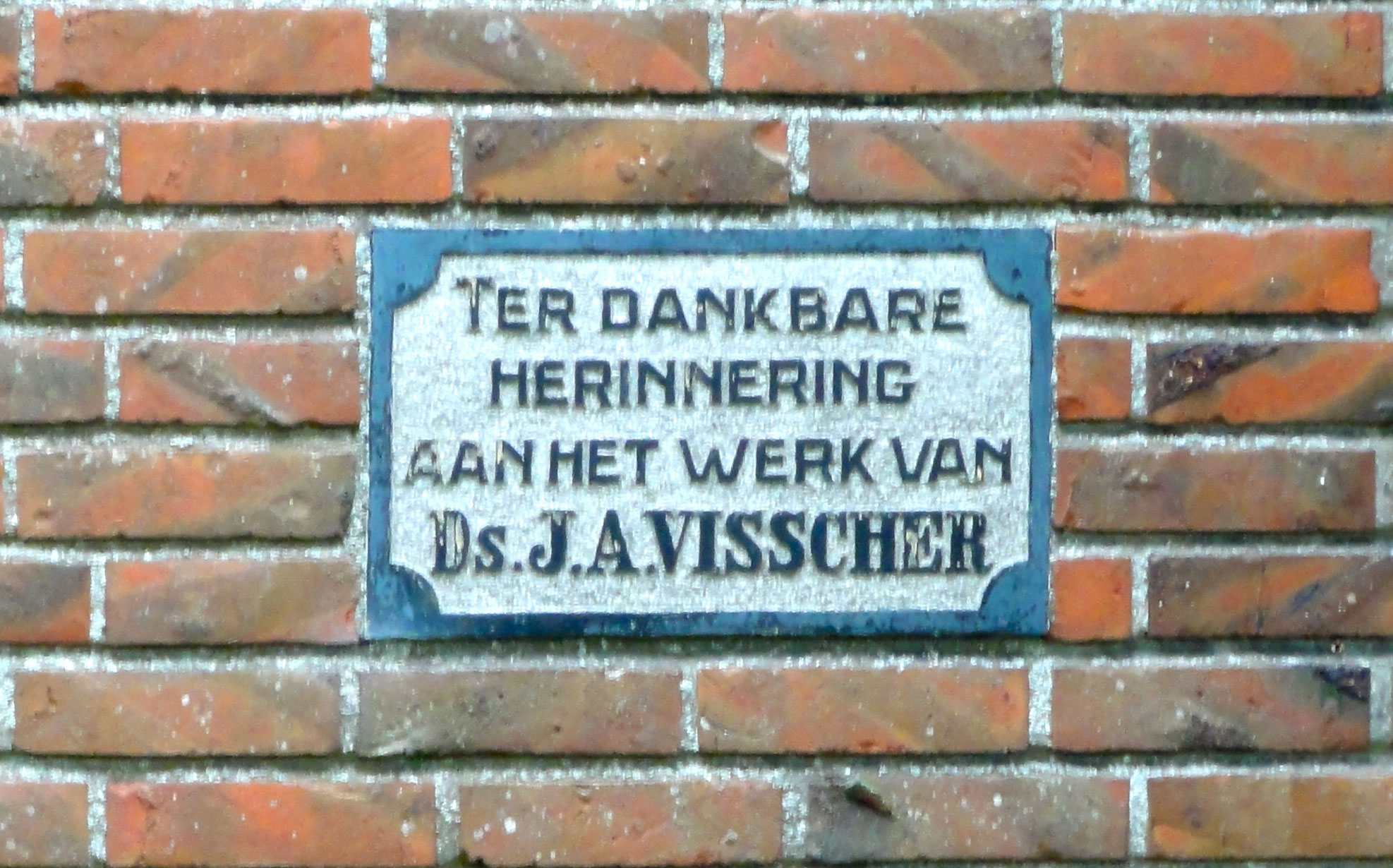
Gedenksteen in Noord-Jeruël in Houtigehage ter herinnering aan ds. Visscher

Rond 1900 heerste er armoede in het oosten van de provincie Friesland, in en rond Houtigehage zeker ook. De bewoners woonden in spitketen op de heide. Het analfabetisme was hoog. De woon- en leefomstandigheden waren slecht. In deze tijd kwam de predikant Johannes Antonie Visscher naar deze omgeving. Hij trok met zijn vrouw met een kofferorgeltje in een kruiwagen over de heide om geïmproviseerde kerkdiensten te houden. Naast preken bekommerde hij zich ook om de sociale omstandigheden.
Visscher spande zich in om de woonomstandigheden te verbeteren. Ook trachtte hij de bewoners toekomstperspectief te bieden door zich in te zetten voor de ontginning van de Friese heide. In Houtigehage bouwde hij een klein kerkgebouw Noord Jeruël, waar als herinnering aan zijn werk voor de bevolking een steen is ingemetseld. Ook is er in Houtigehage een straat, de Ds. Visscherwei, naar hem genoemd.

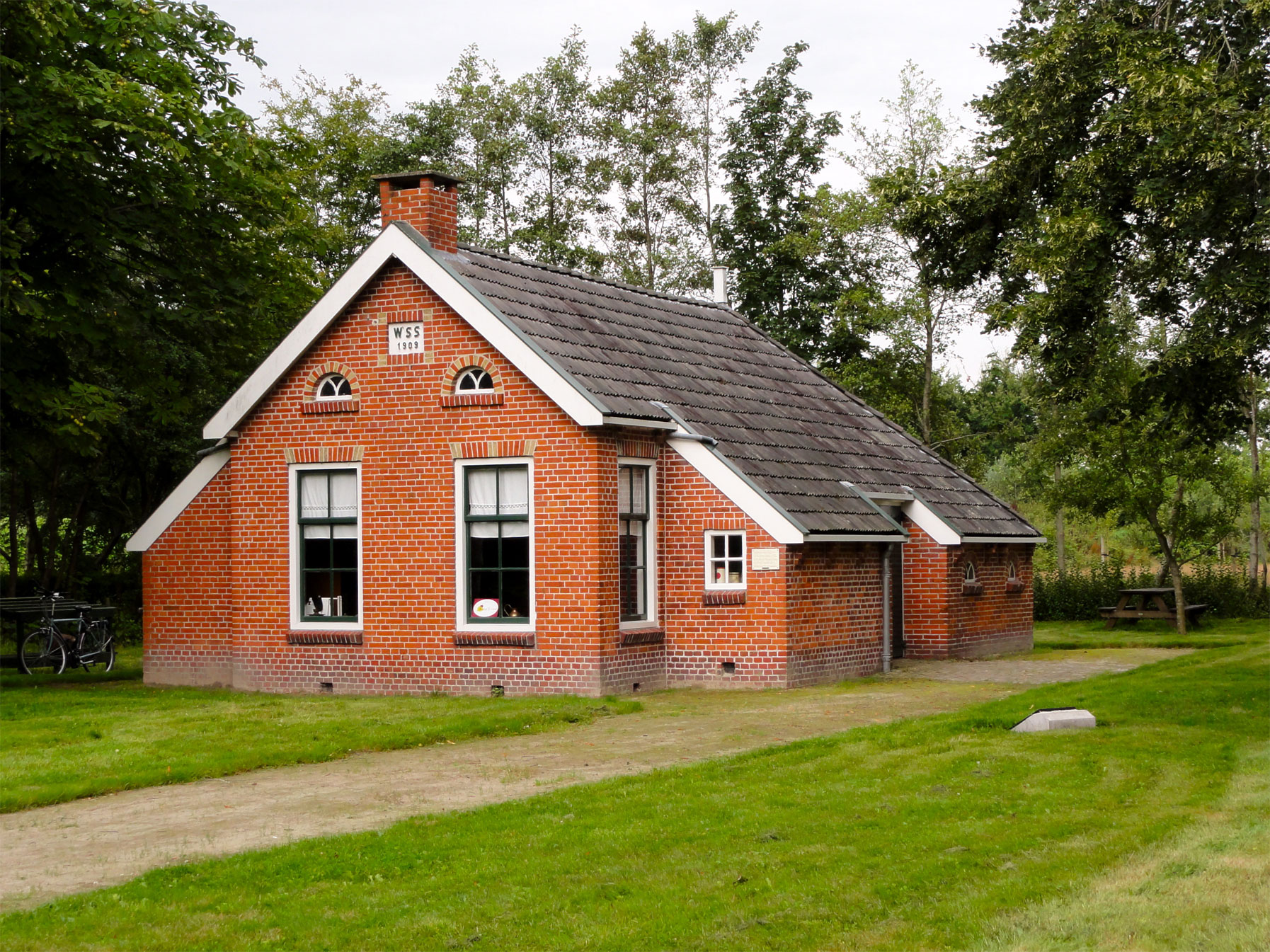
Eerste sociale woningbouw (arbeiderswoning d.d. 1909) in Houtigehage

In 1909 werden de eerste woningwetwoningen gebouwd. De huisjes waren bestemd voor de bewoners van de spitketen. Er was ruimte voor aardappelopslag. De bewoners kregen een perceeltje grond om te kunnen voorzien in de eigen behoefte aan aardappels en groente. Ook was er een schuurgedeelte, waar wat kleinvee gehouden kon worden. Het huisje aan de Skoallewyk 10 (zie afbeelding) is daar een voorbeeld van. Deze woning is erkend als rijksmonument en fungeert als museum en galerie.

## Sport
De voetbalvereniging SV Houtigehage is 1929 opgericht. In 1934 werd een korfbalvereniging opgericht, met de naam "Wêz Dapper". Wanneer Wêz Dapper is opgeheven is echter niet bekend.
In juni vindt er motorcrosswedstrijd, de Grasbaanraces plaats en augustus is er de SpeedCross.

## Geboren
Actrice en zangeres Christina Cünne, echte naam: Trijntje de Vries werd in 1932 geboren in Houtigehage. Cünne speelde onder meer in Frank en Eva, Rooie Sien en De Anna.